# 三宅康史
三宅 康史（みやけ やすふみ）は、日本の医学者、医師。専門は、救急医学・集中治療医学・脳神経外科学・外傷学・災害医学・医学教育。学位は、博士（医学）。
帝京大学医学部救急医学講座教授、帝京大学医学部附属病院高度救命救急センター長。

## 略歴
- 1985年3月 - 東京医科歯科大学医学部卒業[1]
- 1985年4月 - 東京大学医学部附属病院救急部研修医[1]
- 1986年1月 - 公立昭和病院脳神経外科・救急科・外科[2]
- 1992年6月 - 公立昭和病院脳神経外科・救急科・外科医長[2]
- 1996年10月 - 昭和大学救急医学講座助手、昭和大学病院救急医学科[2]
- 2000年4月 - さいたま赤十字病院救命救急センター長・集中治療部長[2]
- 2003年5月 - 昭和大学救急医学講座助教授、昭和大学病院救急医学科[2]
- 2007年4月 - 昭和大学救急医学講座准教授、昭和大学病院救急医学科[2]
- 2011年：昭和大学救急医学講座准教授、昭和大学病院救命救急センター長[3]
- 2012年 - 昭和大学救急医学講座教授、昭和大学病院救命救急センター長[3]
- 2016年 - 帝京大学医学部救急医学講座教授、帝京大学医学部附属病院救命救急センター長[3]
- 2017年1月 - 帝京大学医学部救急医学講座教授、帝京大学医学部附属病院高度救命救急センター長[3][4]